# Israel Dostrovsky

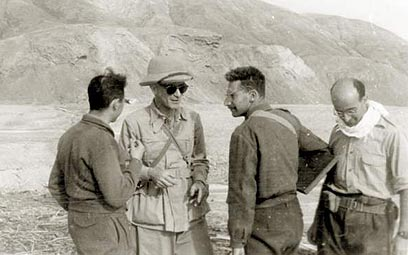
Israel Dostrovsky (rechts) auf einer Erkundungstour Anfang der 1950er Jahre mit Mitgliedern der israelischen Science Corps (HEMED) in der Negev-Wüste.

Israel Dostrovsky (* 29. November 1918 in Odessa; † 28. September 2010 in Israel) war ein israelischer Chemiker (Physikalische Chemie) der sich auch mit Kernphysik beschäftigte.
Dostrovsky kam 1919 nach Israel und besuchte die Schule in Jerusalem. Er studierte Chemie am University College London mit dem Bachelor-Abschluss 1940 und der Promotion 1943 in Physikalischer Chemie. Danach war er dort Lecturer, bevor er 1948 an das Weizmann-Institut ging, wo er bis 1965 die Abteilung Isotopenforschung leitete. Er war auch Präsident des Weizmann Instituts (1972 bis 1975), das unter seiner Leitung  begann sich mit erneuerbaren Energien zu befassen, und wurde dort 1975 Institutsprofessor (eine besondere Auszeichnung). 1980 bis 1990 leitete er dort das Zentrum für Energieforschung.
1949 war er der Erste, der am Weizmann-Institut ein Startup gründete.
Er war seit deren Gründung 1952 Mitglied der Atomenergiekommission von Israel (Israel AEC) und war 1953 bis 1957 deren Forschungsdirektor und 1965 bis 1971 deren Generaldirektor. Er war damit einer der Initiatoren des Kernenergie- und Kernwaffenprogramms in Israel. 1959 bis 1961 stand er dem nationalen Forschungsrat Israels vor. 1966 bis 1981 stand er dem israelischen Komitee für Entsalzung von Meerwasser vor.
1973 bis 1981 war er im wissenschaftlichen Beratungskomitee der IAEA in Wien. 1991 bis 1993 war er im Exekutivkomitee des internationalen SolarPaces Projekt zur Nutzung von Sonnenenergie. Er war Mitglied der Israelischen Akademie der Wissenschaften (1982).
1943 erhielt er die Ramsey Medal, 1952 den Weizmann-Preis von Tel Aviv und 1995 den Israel-Preis. Er war Ehrendoktor der Universität Tel Aviv und des Technion.

## Publikationen (Auswahl)
- I. Dostrovsky, P. Rabinowitz, R. Bivins: Monte Carlo Calculations of High-Energy Nuclear Interactions. I. Systematics of Nuclear Evaporation. In: Physical Review. Band 111, Nr. 6, 15. September 1958, S. 1659–1676, doi:10.1103/physrev.111.1659 (englisch).
- Teil II wurde 1958 als Geneva-Papier 1615 veröffentlicht unter dem Titel "Calculation of Fission-Spallation Competition"
- I. Dostrovsky, Z. Fraenkel, G. Friedlander: Monte Carlo Calculations of Nuclear Evaporation Processes. III. Applications to Low-Energy Reactions. In: Physical Review. Band 116, Nr. 3, 1. November 1959, S. 683–702, doi:10.1103/physrev.116.683 (englisch).
- Israel Dostrovsky, Zeev Fraenkel, Lester Winsberg: Monte Carlo Calculations of Nuclear Evaporation Processes. IV. Spectra of Neutrons and Charged Particles from Nuclear Reactions. In: Physical Review. Band 118, Nr. 3, 1. Mai 1960, S. 781–791, doi:10.1103/physrev.118.781 (englisch).
- I. Dostrovsky, Z. Fraenkel, P. Rabinowitz: Monte Carlo Calculations of Nuclear Evaporation Processes. V. Emission of Particles Heavier ThanHe4. In: Physical Review. Band 118, Nr. 3, 1. Mai 1960, S. 791–793, doi:10.1103/physrev.118.791 (englisch).